# ニッタイ工業
ニッタイ工業株式会社（ニッタイこうぎょう）は、愛知県知多郡武豊町に本社を置く総合タイルメーカー。

## 沿革
- 1936年（昭和11年） - 愛知県常滑市に山本組（現在は梶間工場）を創立。耐火レンガの製造を開始。
- 1939年（昭和14年） - 山本耐火工業合資会社を設立。
- 1944年（昭和19年） - 社名を日本耐熱工業合資会社に変更。
- 1970年（昭和45年） - 合資会社を株式会社に変更。ニッタイ工業株式会社と改称。
- 2021年（令和3年） - 創業85周年を迎える。
- 2023年（令和5年）- 日創プロニティ株式会社と経営統合

## 事業所
- 本社（愛知県知多郡武豊町）
- 東京ショールーム・営業所（東京都文京区）
- 大阪ショールーム・営業所（大阪府大阪市西区）
- 名古屋ショールーム・営業所（愛知県名古屋市中村区）
- 札幌営業所（北海道札幌市中央区）
- 福岡営業所（福岡県春日市）
- 冨貴工場（愛知県知多郡武豊町）
- 梶間工場（愛知県常滑市）
- 岐阜工場（岐阜県可児市）